# Saint-Simonismus
Saint-Simonismus war eine Denkschule und Vereinigung, die nach dem Tode Henri de Saint-Simons (1825) dessen Lehre nicht nur zu systematisieren und zu verbreiten suchte, sondern auch mit erheblichen Veränderungen fortentwickelte. In Anlehnung an die letzte Schrift Saint-Simons Das neue Christentum entfalteten seine Anhänger eine regelrechte Religion, welche die Einheit des Gefühls, des Verstandes und der Kraft zur Veränderung verwirklichen sollte.

## Prominente Vertreter
Als dominante Vertreter der neuen Religion gelten Saint-Simons Lieblingsschüler, Barthélemy Prosper Enfantin, sowie Saint-Amand Bazard und Olinde Rodrigues. Sie veröffentlichten 1829/30 die Darstellung der Lehre Saint Simons (Exposition de la Doctrine de Saint Simon) in zwei Teilen, wobei der erste Teil die wissenschaftliche Lehre und die Grundzüge einer neuen Gesellschaftsordnung, der zweite Teil das religiöse System, die „industrielle Religion“, enthält. Das Werk gibt die zumeist von Bazard auf den turnusmäßigen Versammlungen gehaltenen Vorträge zur Unterrichtung der Saint-Simonisten wieder.

## Lehre
Als einen „Produzentensozialismus“ bezeichnet Thilo Ramm die Lehre der Saint-Simonisten. Ihre Vorstellung vom künftigen Gesellschaftsaufbau ist eine meritokratische. Das Privateigentum solle in gesellschaftliches verwandelt und das Erbrecht abgeschafft werden; nur das durch Fähigkeit legitimierte Eigentum solle als berechtigt anerkannt werden. Jeder Einzelne solle eine sorgfältige staatliche Erziehung erhalten, die dazu beitrage, ihm seinen Platz in der Arbeitsordnung anzuweisen. „Jeder nach seinen Fähigkeiten, jede Fähigkeit nach ihren Leistungen“, lautet das Grundprinzip der neuen Sozialordnung. Die Spitze der hierarchisch gegliederten Gesellschaft bildet das Priestertum, das die „industrielle Religion“ predigt und für die Aufrechterhaltung der Ordnung zuständig ist. Demnach wundert es nicht, dass sich die Saint-Simonisten zur „Kirche“ ausriefen und sich selbst als „Apostel“ bezeichneten. Zeitgenössische Beobachter wie Louis Reybaud, der Autor der ersten Studie über die Sozialisten, ordneten sie daher auch in eine dezidiert religiöse Tradition ein.
Über die Stellung der Frau in der zukünftigen Gesellschaftsordnung kam es zwischen Enfantin und Bazard zu heftigen Auseinandersetzungen und schließlich zur Spaltung. Ihre Ideen übten unter der Julimonarchie einen maßgeblichen Einfluss auf andere sozialistische Schulen aus, verloren wie diese nach 1848 jedoch an politischer Relevanz und wurden von Strömungen wie dem Marxismus, Proudhonismus oder Blanquismus überschattet. Zahlreiche ehemalige Saint-Simonisten und andere Frühsozialisten prägten seit den 1850er Jahren neue religiöse Bewegungen wie Spiritismus und Okkultismus.